# Усмаев, Лом-Али
Лом-Али́ Усма́ев (нем. Lom-Ali Usmaev; род. 1974, Чечня) — австрийский спортсмен (стрельба из лука и пневматического пистолета), чемпион и призёр чемпионатов Австрии, национальных и международных турниров.

## Карьера
Чеченец. Став инвалидом, Усмаев в 2009 году увлёкся стрельбой из лука. Постепенно международного уровня. Одним из первых его международных соревнований стал международный турнир 2015 года в городе Нове-Место-хад-Метуни (Чехия). В том же году участвовал в чемпионате мира, на котором не смог попасть в призёры. В 2016 году участвовал в параолимпийском квалификационном турнире, но не смог пройти отбор.
Затем увлёкся стрельбой из пневматического пистолета. В 2022 году на Кубке мира  в Мюнхене (Германия) занял 5-е место.